# Elżbieta Rabowska

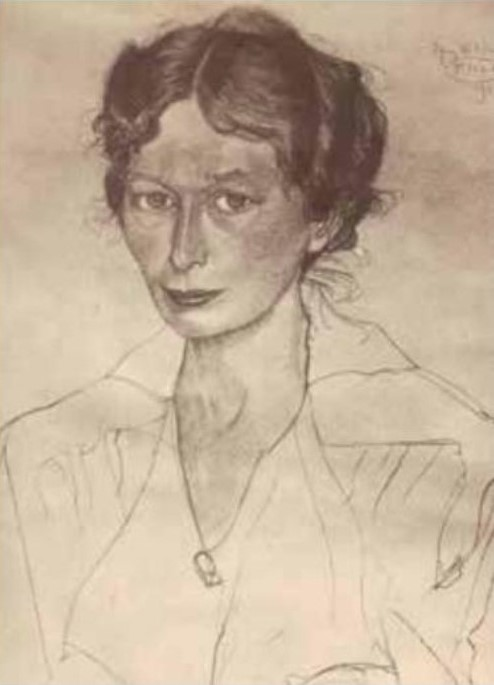
portret pędzla Stanisława Ignacego Witkiewicza z 1922 roku

Elżbieta Rabowska (ur. 6 sierpnia 1881 r. we Włocławku, zm. sierpień 1968 r. w Zurychu) – polska pielęgniarka, pedagog, działaczka społeczna. W 1938 r. została odznaczona Srebrnym Krzyżem Zasługi. Córka Eugeniusza Juliusza Rabowskiego, kupca włocławskiego i Anny Wiktorii z domu Braun. Siostra Ferdynanda Rabowskiego, geologa. 

## Pełnione funkcje
- dyrektor Szkoły Pielęgniarstwa w Poznaniu;
- referent ds. pielęgniarstwa w Wydziale Szpitalnictwa w Warszawie;
- referent i inspektor w Polskim Związku Przeciwgruźliczym;
- członek Polskiego Stowarzyszenia Pielęgniarek Zawodowych:
  - 1929 - wiceprzewodnicząca;
  - 1931 - członek komisji zajmującej się badaniem warunków w pracy pielęgniarek w szpitalach;
  - 1932 - sekretarz;
  - 1933–1934 - członek Zarządu;
  - 1933–1939 - członek sądu honorowego;
  - 1936 - członek Komisji Szpitalnictwa.

## Życiorys
Ukończyła pensję Jadwigi Sikorskiej w Warszawie, gdzie uzyskała wykształcenie średnie. W latach 1902–1904 zajmowała się nauczaniem dzieci z rodzin robotniczych na Starym Mieście w Warszawie (w związku z współpracą z Towarzystwem Tajnego Nauczania Cecylii Śniegockiej).
W 1904 r. wyjechała do Szwajcarii, gdzie otrzymała obywatelstwo szwajcarskie. Następnie ukończyła Szkołę Pielęgniarstwa w Zurychu. Najpierw pracowała jako pielęgniarka oddziałowa na oddziale chirurgicznym, a potem jako starsza pielęgniarka na oddziale chorób wewnętrznych. Była również zatrudniona w Szpitalu Czerwonego Krzyża.
W 1919 r. wróciła do Polski, gdzie w 1920 r. podjęła pracę w Dziecięcym Sanatorium Przeciwgruźliczym w Zakopanem. Kolejnym jej miejscem pracy był Szpital Wojskowy. Po jego likwidacji zatrudniona została w Klinice Dziecięcej prof. Mieczysława Michałowicza. Następnie wróciła do Zurychu gdzie była przez dwa lata dyrektorką w Szkole Pielęgniarstwa.
W 1923 r. wróciła do Polski i została przełożoną pielęgniarek w Klinice Dziecięcej Uniwersytetu Warszawskiego.
W 1925 r. przyznano jej stypendium Fundacji Rockefellera, które przyczyniło się do tego, iż zobaczyła jak wygląda praktyka i nauka pielęgniarstwa w Paryżu, Lyonie, Strasburgu, Londynie i Oksfordzie.
Od grudnia 1925 r. do 30 kwietnia 1929 r. pełniła funkcję dyrektorki Szkoły Pielęgniarstwa PCK w Poznaniu. Zajmowała się również organizacją pierwszych placówek szkolenia praktycznego pielęgniarek w poznańskich szpitalach.
1 września 1929 r. rozpoczęła pracę jako referentka i inspektorka pielęgniarstwa w Polskim Związku Przeciwgruźliczym. 1 sierpnia 1932 r. zatrudniona została w Wydziale Szpitalnictwa Sekcji III Higieniczno-Lekarskiej. Następnie przerwała pracę z powodu wypadku. Po rekonwalescencji wróciła do pracy w Polskim Związku Przeciwgruźliczym (1933 r.) gdzie była zatrudniona do wybuchu II wojny światowej.
Podczas II wojny światowej, gdy toczyły się walki na terenie Warszawy, pracowała w Sanitariacie. Podczas okupacji działała w Komitecie Pomocy dla Uchodźców i Wysiedleńców (stworzonym przez RGO). W sekcji zdrowia Zarządu Głównego Rady Głównej Opiekuńczej zajmowała się organizowaniem pielęgniarstwa w szpitalach.
Podczas powstania warszawskiego ewakuowano ją. Ze względu na to, iż posiadała obywatelstwo szwajcarskie, uniknęła umieszczenia w obozie. Pracowała w obozie dla ludności ewakuowanej w Pruszkowie: przemycała korespondencję i przyczyniła się do uwolnienia wielu osób wpisując je na listę chorych (byli oni przenoszeni z obozu do szpitala w Pruszkowie).
W październiku 1944 r. przeniosła się do Zakopanego, gdzie opiekowała się chorymi i dziećmi. W grudniu 1945 r. wyjechała do Szwajcarii. W 1946 r. pracowała w znajdującym się pod opieką Szwajcarskiego Czerwonego Krzyża domu wypoczynkowym w Adelboden. Znajdowały się w nim dzieci z państw, które zostały poszkodowane podczas II wojny światowej. W 1946 r. zamieszkała razem z dr Leemann (koleżanką ze szkoły pielęgniarskiej w Szwajcarii) w Zurychu. Mieszkała tam do końca życia.